# Moundville, Alabama
Moundville là một thị trấn thuộc quận Hale, tiểu bang Alabama, Hoa Kỳ. Dân số năm 2009 là 2545 người, mật độ đạt 214 người/km².